# علم الأشعة العصبي

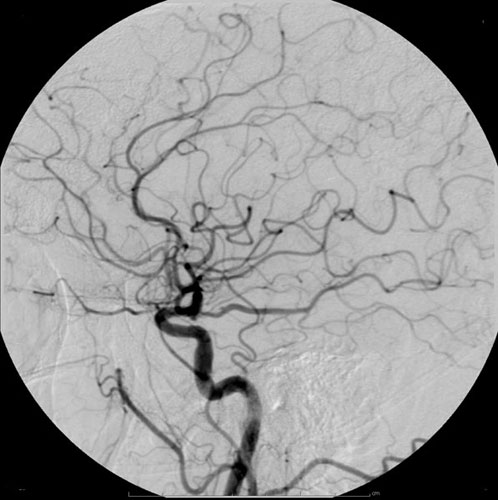

علم الأشعة العصبية هو تخصص فرعي في علم الأشعة يتمركز حول تشخيص وتوصيف تشوهات الجهاز العصبي المركزي والمحيطي والعمود الفقري والرأس والرقبة باستخدام تقنيات تصوير الأعصاب. وتشمل وسائل التصوير الأولية كل من التصوير المقطعي المحوسب (CT) والتصوير بالرنين المغناطيسي (MRI). ويتم الاستفادة من التصوير العادي بالأشعة على نطاق محدود، وكذلك يستخدم التصوير بالموجات فوق الصوتية في ظروف معينة، وخاصة في طب الأطفال. كما يُستخدم تصوير الأوعية (القسطرة الشريانية) عادة في تشخيص تشوهات الأوعية الدموية، أو في تشخيص وتوصيف التكتلات أو الآفات الأخرى، ولكن يتم الآن في حالات كثيرة استبداله بالتصوير المقطعي المحوسب والتصوير بالرنين المغناطيسي.
وفي الولايات المتحدة، يتطلب الأمر من متخصصي علم الأشعة دراسة علم الأشعة العصبي لمدة أربعة أشهر على الأقل، حتى يكونوا جديرين بنيل شهادة مجلس علم الأشعة. وتعد منحة دراسة علم الأشعة العصبية برنامجًا مدته سنة أو سنتان يتبع نيل التخصص في علم الأشعة التشخيصي. وعلم الأشعة العصبية التدخلي هو تخصص فرعي آخر، يتطلب سنة تدريب إضافية أو اثنتين. وهذا المجال يتضمن تشخيصًا وعلاجًا من داخل الأوعية الدموية، أو تدخلاً جراحيًا مصغرًا، لعلاج الجهاز العصبي المركزي أو الآفات التي تصيب الرأس والرقبة مثل الأورام أو أم الدم (تمددالأوعية الدموية) أو تشوه الأوعية الدموية أوالسكتات الدماغية.
تعد الجمعية الأمريكية لعلم الأشعة العصبية (ASNR) الرابطة المهنية الأساسية في الولايات المتحدة التي تمثل علماء الأشعة العصبية. وتُصدِر الجريدة الأمريكية لعلم الأشعة العصبية (AJNR). وتقيم اجتماعًا سنويًا في مدن مختلفة، ويُعقد عادةً في الفترة بين أواخر شهر أبريل وأوائل شهر يونيو.

## وصلات خارجية
- The Internet Stroke Center: Neurology Image Library
- American Journal of Neuroradiology
- American Society of Neuroradiology
- European Society of Neuroradiology
- Differential Diagnosis Brain Lesion Locator